# Knud Larsen (bokser)
 Der er flere personer med dette navn, se Knud Larsen.
Knud Larsen (19. marts 1903 i København – 5. maj 1979 på Tenerife) var en dansk professionel bokser. Han havde sin storhedstid i 1920'erne, hvor han som den første dansker nogensinde vandt europamesterskabet i professionel boksning.  
Som amatør vandt Knud Larsen DM i fluevægt i 1919 og i 1920 for IF Sparta. 
Knud Larsen debuterede som professionel bokser den 29. november 1922 i København mod landsmanden Anders "Vidunderbarnet" Petersen i en kamp over 15 omgange om det danske mesterskab i fjervægt. Larsen stoppede Anders Petersen i 13. omgang, og var herefter dansk mester. Knud Larsen opbyggede hurtigt en imponerede rekordliste med kun to nederlag, der begge hurtigt var revancheret. Han besejrede blandt andet de stærke englændere Harry Corbett og Johnny Cuthbert, der begge senere vandt det britiske mesterskab i fjervægt. På rekordlisten var også sejre over den tidligere franske og europæiske mester Edouard Mascart samt den tyske fjervægtsmester Theo Beyerling. Sejrene bragte Knud Larsen langt op ad de europæiske ranglister, og han tegnede sammen med Dick Nelson og Chic Nelson dansk boksning i dennes første guldalder i 1920’ene. 
Knud Larsens imponerende rekordliste med 27 sejre i 30 kampe (én uafgjort) medførte, at Larsen blev den første dansker nogensinde, der fik en titelkamp om europamesterskabet. Larsens kamp om EM fandt sted i Forum København den 3. februar 1928 mod italieneren Luigi Quadrini, der havde vundet mesterskabet i sin kun 4. kamp. Larsen opnåede uafgjort, hvilket i sig selv var imponerende, men ikke nok til at vinde titlen. 
I sin næste kamp vandt Knud Larsen det skandinaviske mesterskab i fjervægt, da han besejrede nordmanden Freddie Andersen i Oslo, og han vandt herefter yderligere en række kampe i Chicago og Canada. Efter kampene i Nordamerika fik Knud Larsen en returkamp om europamesterskabet mod Luigi Quanrini den 11. januar 1929 igen i Forum i København. Efter 15 omgange vandt Knud Larsen med dommerstemmerne 2-1, og Knud Larsen blev dermed den første danske bokser nogensinde, der vandt et europamesterskab. 
Knud Larsen forsvarede titlen den 12. april 1929 i København mod den belgiske mester i fjervægt, og tidligere europamester i bantamvægt, Henri Scillie, og vandt på point efter 15 omgange. Herefter mødte Knud Larsen den legendariske bokser Panama Al Brown, der forinden havde vundet verdensmesterskabet i bantamvægt som anerkendt af New York State Athletic Commission. Det er omdiskuteret, om Panama Al Browns verdensmesterskab var på spil i kampen mod Knud Larsen, der fandt sted i Københavns Stadion den 28. august 1929 for 22.000 tilskuere. Knud Larsen boksende lige op med Panama Al Brown i en fornem kamp, men måtte inkassere sit kun tredje nederlag i karrieren, da han tabte på point efter 12 omgange. 
I sin næste kamp drog Knud Larsen til Spanien og satte sit europamesterskab på spil mod spanieren José Girones. Kampen fandt sted i Barcelona den 1. december 1929, og Knud Larsen tabte europamesterskabet på point efter 15 omgange. Knud Larsen boksede et par yderligere kampe, hvoraf han tabte to til franskmanden Robert Tassin, inden Larsen boksede sin sidste kamp den 5. februar 1932 mod franskmanden Raymond Defer, der havde vundet det franske mesterskab i fjervægt. Larsen vandt på point, men opgav herefter karrieren i en alder af kun 28 år. 
Knud Larsen boksede 47 kampe, hvoraf han vandt de 37 (17 før tid), tabte seks (3 før tid) og opnåede uafgjort i 3. En kamp blev registreret som "No Contest".

## Eksterne links
- Knud Larsens rekordliste på boxrec.com
- Knud Larsen på Lionhart boxing Arkiveret 29. oktober 2013 hos  Wayback Machine
- Pressefoto fra EM-sejren i 1929 (Webside ikke længere tilgængelig)